# Palatyn (tytuł)
Palatyn, komes pałacowy (łac. comes palatinus) – w średniowieczu zarządca dworu królewskiego, początkowo zastępował monarchę przy wydawaniu sądów. W Polsce funkcje palatyna spełniał wojewoda.
W Rzeszy znany jako Pfalzgraf, początkowo najwyższy sądowy przedstawiciel niemieckich królów, później tytuł niemieckich panów feudalnych, m.in. książąt Lotaryngii, Nadrenii, Karyntii. 
Cesarz Karol IV Luksemburski wprowadził tytuł nadwornego palatyna (niem. Hofpfalzgraf) rozpowszechniony szczególnie w XVI–XVII w. Był to mianowany przez cesarza lokalny urzędnik o pewnej władzy sądowniczej, mający prawo kreowania niższej szlachty, nadawania herbów, niektórych stopni i tytułów naukowych, mianowania notariuszy i legitymizowania nieślubnych dzieci. Rozróżniano Wielkich i Małych Hofpfalzgrafów – o nieco różnych prerogatywach. Tytuły Wielkiego Hofpfalzgrafa otrzymywała jedynie szlachta, tytuł Małego Hofpfalzgrafa był osiągalny również dla zasłużonych mieszczan. W okresie od 1355 do 1806 cesarze mianowali ok. 100 Wielkich Hofpalzgrafów, i ok. 4000 Małych.
Ze względu na częste nadużycia i korupcję przy nobilitacjach udzielanych przez Hofpfalzgrafów ich uprawnienia w tym zakresie były stopniowo ograniczane. Józef I w 1707 pozbawił ich prawa nobilitacji na terenie Czech, w 1708 na terenie Moraw. Maria Teresa w 1762 cofnęła Hofpfalzgrafom prawo nobilitacji w ogóle, a w 1765 również prawo nadawania herbów mieszczańskich. Po upadku Świętego Cesarstwa nastąpiła likwidacja urzędu.